# Casale Litta
Casale Litta (Casàl Lita in dialetto varesotto, e semplicemente Casale fino al 1863) è un comune italiano di 2 759 abitanti della provincia di Varese in Lombardia.
Il territorio comunale comprende il centro storico e le cinque frazioni abitate di Bernate, Tordera, Gaggio, San Pancrazio e Villadosia (queste ultime due annesse nel 1869), cui si aggiunge la località Bosco Grande, meno antropizzata e situata a metà strada fra il centro di Casale Litta e Villadosia.
Fu frazione di Casale Litta anche il centro abitato di Inarzo, costituitosi nel 1958 in comune autonomo.

## Geografia fisica
Il territorio del comune risulta compreso tra un'altitudine minima di 239 e una massima di 415 m s.l.m., registrate rispettivamente nelle frazioni di Bernate e Tordera. L'escursione altimetrica complessiva risulta essere pari a 176 metri e colloca il comune nella fascia collinare pedemontana prealpina insubre.
Casale Litta confina con i comuni di Bodio Lomnago, Crosio della Valle, Daverio, Inarzo, Mornago, Varano Borghi e Vergiate.

## Storia
Casale è citato per la prima volta in un documento nel XII secolo come Cassate, località collegata a Tordera. Similmente, per tutto il Medioevo, Casale e Tordera risultano sempre citati in modo associato, testimoniando la sussistenza di una primordiale comunanza territoriale e istituzionale tra le due località.
Dal punto di vista religioso, nei medesimi anni l'attuale territorio comunale era frammentato fra le pievi di Arsago Seprio e Mezzana.
Collocato all'interno del contado del Seprio, il territorio di Casale passava sotto controllo milanese nel XIII secolo ed entrava a far parte dell'erigendo Ducato di Milano nel 1395.
Durante la dominazione spagnola del ducato, il territorio di Tordera costituì un feudo dapprima dei Visconti Borromeo e poi dei Litta.

### Simboli
Lo stemma è stato concesso con regio decreto del 19 luglio 1941.
La torre ricorda la fortificazione, oggi ridotta a pochi ruderi, che sorgeva sulla collina sovrastante Tordera Superiore. Lo scaccato d'oro e di nero era l'emblema della famiglia Litta.
Il gonfalone, concesso con DPR del 2 marzo 1984, è un drappo partito di giallo e d'azzurro.

## Monumenti e luoghi d'interesse

### Architetture civili e militari

#### I torrioni di Tordera
La fortificazione di Tordera, in gran parte scomparsa e ridotta a pochi ruderi, sorge sulla collina sovrastante Tordera superiore, in posizione dominante (tale da consentire il controllo delle zone sottostanti).. In virtù di tale reperto, la località è conosciuta con il nome dialettale de I torrion.

#### Casa Manzi-Zaccheo-Prevosti
In frazione Tordera si trova Casa Manzi-Zaccheo-Prevosti (XVIII secolo), introdotta da un portale in stile tardo-barocco. La dimora, impostata secondo un impianto a "U", è dotata di un doppio registro di logge.

#### Casa Galliani-Besozzi-Melzi
La frazione San Pancrazio ospita Casa Galliani-Besozzi-Melzi (XVIII secolo), già appartenente alla famiglia Besozzi. Internamente dotata di soffitti a cassettoni, la casa presenta un impianto a "U" rivolta verso il cortile, sul quale si affaccia un porticato a cinque arcate distribuite lungo i tre i bracci della "U".

### Architetture religiose

#### Chiesa di San Biagio
L'esistenza della chiesa di San Biagio in Casale è attestata già dalla fine del XIV secolo. Rinnovata fra il 1793 e il 1798, ospita al suo interno un organo della prima metà del XIX secolo, costruito dall'organaro varesino Maroni Biroldi.

#### Altro
- Ex-cappella gentilizia di Casa Manzi-Zaccheo-Prevosti[5]

## Società

### Evoluzione demografica
- 534 nel 1730
- 565 nel 1751
- 1 119 nel 1809 dopo annessione di Mornago (poi tornato autonomo)
- 1 622 nel 1812 dopo annessione di Villa Dosia e San Pancrazio
- 1 251 nel 1853

Abitanti censiti

Tra i censimenti del 1991 e del 2001 la popolazione comunale ha fatto registrare una variazione percentuale positiva pari al 7,96%. Gli abitanti sono distribuiti in 892 nuclei famigliari, con una media di 2,71 componenti per nucleo.

## Economia
Tra i residenti si contano 612 individui occupati, pari al 25,4% del numero complessivo di abitanti del comune.

### Industria
Sul territorio del comune vi sono 63 attività industriali occupanti 362 addetti, pari al 59,1% della forza lavoro complessiva.

### Terziario
A Casale Litta operano 26 attività di servizio con 60 addetti impiegati (pari al 4,2% della forza lavoro occupata) e oltre 44 attività di servizio con 135 stipendiati (pari al 9,8% della forza lavoro occupata). Vi sono infine 11 attività amministrative occupanti 49 addetti (pari al 7,2% della forza lavoro).

## Amministrazione
| Periodo | Periodo | Primo cittadino   | Partito                            | Carica  | Note   |
| ------- | ------- | ----------------- | ---------------------------------- | ------- | ------ |
| 1985    | 1990    | Oreste Macchi     | PSI-PCI                            | Sindaco |        |
| 1990    | 2004    | Graziano Maffioli | DC (1990-1995) CCD (1995-2004)     | Sindaco |        |
| 2004    | 2006    | Fulvio Miscione   | Lista civica Insieme               | Sindaco | [ 11 ] |
| 2006    | 2011    | Liliana Cipriani  | Lista civica Comune aperto         | Sindaco | [ 12 ] |
| 2011    |         | Graziano Maffioli | Lista civica Amministri@mo Insieme | Sindaco | [ 13 ] |